# 5350 Epetersen
Az 5350 Epetersen (ideiglenes jelöléssel 1989 GL1) a Naprendszer kisbolygóövében található aszteroida. Eric Walter Elst fedezte fel 1989. április 3-án.